# 西蓝灰蚁鵙
西蓝灰蚁鵙（学名：Thamnophilus atrinucha）是蚁鵙科蚁鵙属的一种，发现于西厄瓜多尔、西哥伦比亚、西委内瑞拉以及最北可至伯利兹的中美洲。
西蓝灰蚁鵙曾是大物种蓝灰蚁鵙（T. punctatus）的亚种，但后来被从后者中分出，这一学名现单指现在的蓝灰蚁鵙。